# Teresa de Santo Agostinho
Teresa de Santo Agostinho, O.C.D. (nascida Madeleine-Claudine Ledoine; Paris, 22 de setembro de 1752 — Paris, 17 de julho de 1794), foi uma religiosa carmelita descalça, priora do Carmelo da Santíssima Encarnação, em Compiègne, guilhotinada com as demais religiosas do mosteiro.
Teresa e suas companheiras foram beatificadas em Roma no dia 27 de maio de 1906 por São Pio X e canonizadas por equipolência no dia 18 de dezembro de 2024 pelo Papa Francisco. São veneradas pela Igreja Católica como santas, virgens e mártires. Sua memória é celebrada no dia 17 de julho. No Brasil, transfere-se para o dia 18 de julho, dado que no mesmo dia celebra-se os beatos Inácio de Azevedo e companheiros.
| “ | O amor sempre vencerá, o amor tudo pode. | ” |